# Amt Sand
Das Amt Sand, hervorgegangen aus dem Gericht Friedelshausen, war eine territoriale Verwaltungseinheit der Grafschaft Henneberg. Nach dem Aussterben der Grafen von Henneberg-Schleusingen 1583 kam das Amt unter gemeinsame Verwaltung der albertinischen und ernestinischen Wettiner. Durch Aufteilung der Grafschaft Henneberg im Jahr 1660 wurde das Amt dem Herzogtum Sachsen-Gotha zugeteilt. Danach gehörte es ab 1672 zum Herzogtum Sachsen-Gotha-Altenburg und durch Erbteilung ab 1680 zum Herzogtum Sachsen-Meiningen. Das Amt Sand war von 1583 bis 1825 in der Verwaltung mit dem Amt Wasungen verbunden.
Bis zur Verwaltungs- und Gebietsreform des Herzogtums Sachsen-Meiningen im Jahr 1827 und der damit verbundenen Auflösung bildete es als Amt den räumlichen Bezugspunkt für die Einforderung landesherrlicher Abgaben und Frondienste, für Polizei, Rechtsprechung und Heeresfolge.

## Geographische Lage
Das Gebiet des Amts Sand lag auf dem Gebirgsrücken der Vorderrhön. Die in dem Territorium entspringenden Flüsse Katza, der Schwarzbach und der Rosabach entwässern alle nach Osten in die parallel zur Vorderrhön verlaufende Werra. Nur ein kleiner Teil des Amts entwässerte in die westlich gelegene Felda. Höchste Erhebungen im Amt waren die Rhönberge Stopfelskuppe (620 m ü.NN) und Roßberg.
Während seiner Zugehörigkeit zum Herzogtum Sachsen-Meiningen lag das Amt im Meininger Unterland. Das Amtsgebiet liegt heute im Südwesten des Freistaats Thüringen und gehört zum Landkreis Schmalkalden-Meiningen. Nur Bernshausen und Kaltenlengsfeld liegen heute im Südosten des Wartburgkreises. Die „Verwaltungsgemeinschaft Wasungen-Amt Sand“ (Landkreis Schmalkalden-Meiningen), zu der einige Orte der ehemaligen Ämter Sand und Wasungen gehören, greift den Namen des historischen Amts Sand auf.

## Angrenzende Verwaltungseinheiten
| Amt Fischberg (fuldisches Lehen der Grafschaft Henneberg, nach 1583 zeitweise zu Sachsen-Eisenach) | Amt Salzungen (teilweise zur Grafschaft Henneberg, nach 1680 zu Sachsen-Meiningen)              | Amt Frauenbreitungen (Grafschaft Henneberg, nach 1680 zu Sachsen-Meiningen) |
| Amt Fischberg (fuldisches Lehen der Grafschaft Henneberg, nach 1583 zeitweise zu Sachsen-Eisenach) | Kompassrose, die auf Nachbargemeinden zeigt                                                     | Amt Wasungen (Grafschaft Henneberg, nach 1680 zu Sachsen-Meiningen)         |
| Amt Kaltennordheim (Grafschaft Henneberg, nach 1672 zu Sachsen-Eisenach)                           | Amt Lichtenberg (Hintergericht) (Grafschaft Henneberg, nach 1555 zeitweise zu Sachsen-Eisenach) | Amt Maßfeld (Grafschaft Henneberg, nach 1680 zu Sachsen-Meiningen)          |

## Geschichte

### Das Würzburgische Gericht (Zent) Friedelshausen
Die frühmittelalterliche „Mark Katz“, die 852 genannt wird und sich mit dem Pfarrdorf Unterkatz als Mittelpunkt über das Gebiet des Katzabachs in der Vorderrhön erstreckte, bildete den Kern und Ausgangspunkt des Zentgerichts Friedelshausen. Die „Zent Friedelshausen“ wurde 1297 erstmals erwähnt, als sie vom Bischof von Würzburg an die Grafschaft Henneberg-Schleusingen verpfändet wurde. Zu dieser Zeit umfasste das Gericht Friedelshausen die Orte Friedelshausen, Oberkatz, Unterkatz, Oepfershausen, Hümpfershausen mit dem Kloster Sinnershausen, Wahns, Schwarzbach und eine große Anzahl Wüstungen, darunter Seifendorf, Dörrensolz und Hahnberg. 

### Grafschaft Henneberg
Mit dem Vordringen der Henneberger nach Norden, dehnte sich auch das Gebiet des Zentgerichts in diese Richtung aus. Nach dem Erlöschen der Linie der Herren von Frankenberg, einem mit den Hennebergern verwandten Adelsgeschlecht, erwarben die Grafen von Henneberg-Schleusingen deren Besitzungen im Rosagrund und um Frauenbreitungen und bildeten daraus im Jahr 1301 das Amt Frankenberg. Nach 1317 kam von diesem das Gericht der Mark „Roßdorf“ im oberen Rosatal mit Roßdorf, Rosa, Eckardts und Witzigendorf (1322 in Georgenzell umbenannt) zum Gericht Friedelshausen dazu.
1320/23 gingen die zum Kloster Neuenberg bei Fulda gehörigen Orte Seeba und Bettenhausen, welche südlich der Zent lagen, in den Besitz der Grafen von Henneberg-Schleusingen über und wurden der Verwaltung des Gerichts Friedelshausen angegliedert, gerichtlich gehörten sie aber zur Zent Kaltennordheim. Neben diesen Orten gehörte auch Streubesitz im Feldatal (Oberalba, Unteralba und Wiesenthal) und Kaltenlengsfeld zur Zent, welcher aber im weiteren Verlauf des 14. Jahrhunderts verloren ging.
Nach dem Tod des Grafen Heinrich VIII.  kam es im Jahre 1347 zu einer Erbteilung im Haus Henneberg-Schleusingen zwischen der Witwe und dem Bruder des Grafen. Dabei kam die Zent Friedelshausen zum Anteil des neuen Regenten der Grafschaft Henneberg-Schleusingen, dem Grafen Johann I. von Henneberg-Schleusingen († 1359). Für den Bereich des Gerichts Friedelshausen trat erstmals 1350 die Bezeichnung „Amt Sand“ auf, ohne dass eine sichere Erklärung des Namens gegeben werden kann. Das Amt Sand ist seitdem mit dem Zentgericht Friedelshausen identisch. 
Graf Johann I. von Henneberg-Schleusingen verpfändete im Jahr 1350 die Orte Roßdorf, Seeba und Bettenhausen im Amt Sand gemeinsam mit dem Ort Barchfeld und dem Amt Kaltennordheim an das Kloster Fulda. Die Wiedereinlösung geschah erst durch Graf Wilhelm II. von Henneberg-Schleusingen († 1444) im Jahre 1419, wobei Seeba und Bettenhausen an das Amt Maßfeld kamen. Roßdorf kam, obwohl Ritterlehen, zwar wieder zum Amt Sand, war aber seitdem geteilter Besitz der Grafen von Henneberg und der Wettiner. Im 15. Jahrhundert wurde auch Kaltenlengsfeld zurückerworben und die Vogtei Aschenhausen, zwischen den Zenten Kaltennordheim und Friedelshausen gelegen, dem Amt einverleibt. Um dieselbe Zeit fand eine wesentliche Festigung der Amtsorganisation statt. 
Im Norden wurden im 16. Jahrhundert neue Besitzungen erworben. 1509 kam der zeitweise wüst gefallene Ort Bernshausen und 1537 der eingezogene Klosterhof Georgenzell zum Amt. Damit war noch in hennebergischer Zeit im Wesentlichen die Entwicklung des Amtes abgeschlossen. Es war damals und auch noch späterhin von zahlreichen adligen Niedergerichtsbezirken durchsetzt. Das 1537 in ein Rittergut umgewandelte Kloster Sinnershausen bildete seitdem einen Niedergerichtsbezirk, der zwar zum Teil 1786 an die Herzogin Charlotte Amalie fiel, aber erst im 19. Jahrhundert mit dem Amt Sand vereint wurde. In Oepfershausen besaßen seit 1536 die Herren von Auerochs das Niedergericht über ihre Hintersassen, das nach ihrem Aussterben 1731 an die Landesherrschaft fiel. Besonders schwach war die Grundherrschaft des Amtes in Aschenhausen und Roßdorf. In Roßdorf gelangte das noch im 14. Jahrhundert herrschaftliche Dorfgericht in die Hände adliger Ganerben, die 1592 die Gerichtsbarkeit wesentlich erweitern konnten. Aschenhausen, wo dem Zentgericht Friedelshausen nicht die Hochgerichtsbarkeit zustand, ging gänzlich verloren und wurde reichsritterschaftlich. 1543/44 führten die Grafen von Henneberg-Schleusingen die Reformation im Amt ein.

### Das Amt unter gemeinsamer Verwaltung der ernestinischen und albertinischen Wettiner
In hennebergischer Zeit stand dem als Verwaltungs- und Niedergerichtsbehörde tätigem Amt Sand ein Amtmann, und dem Hochgericht der Zent Friedelshausen ein bäuerlicher Zentgraf vor. Nach dem Aussterben der Grafen von Henneberg im Jahr 1583 kam das Amt Sand gemäß dem Kahlaer Vertrag von 1554 unter gemeinschaftliche Verwaltung der ernestinischen und albertinischen Wettiner. Seit 1583 war das Amt Sand verwaltungstechnisch bis 1825 stets mit dem benachbarten Amt Wasungen in Personalunion vereint. Das Zentgrafenamt Friedelshausen bestand bis zur Auflösung der Grafschaft Henneberg im Jahr 1660.
Nach dem Aussterben der Henneberger erhob der Würzburger Bischof Julius einen Anspruch auf die Einlösung der Pfandschaft über die Zent Friedelshausen. Die Angelegenheit wurde aber in dem 1586 mit Sachsen errichteten Hauptvergleich (Schleusinger Vertrag) dahin beigelegt, dass man von Würzburgischer Seite dem Einlösungsrecht an Friedelshausen entsagte und das Gebiet dem Haus Sachsen überließ.

### Herzogtümer Sachsen-Gotha(-Altenburg) und Sachsen-Meiningen
Bei der Realteilung der Grafschaft Henneberg im Jahr 1660 kam das Amt Sand unter gemeinsame Verwaltung der Herzogtümer Sachsen-Weimar (1640–1672) und Sachsen-Gotha (1640–1680). Bereits 1661 teilten beide Herzogtümer ihren Besitz und das Amt Sand kam somit zum Herzogtum Sachsen-Gotha, welches sich ab 1672 Sachsen-Gotha-Altenburg nannte. Als dieses wiederum im Jahr 1680 geteilt wurde, kam das Amt Sand an das Herzogtum Sachsen-Meiningen.
In meiningischer Zeit umfasste es unverändert die Dörfer Friedelshausen, Ober- und Unterkatz, Wahns, Kaltenlengsfeld, Schwarzbach, Hümpfershausen, Oepfershausen mit Sinnershausen, Georgenzell, Rosa, Eckardts, Bernshausen und Roßdorf. In Roßdorf allerdings war die Stellung des Amtes schon bei Regierungsantritt von Bernhard I. sehr schwach. Die Dorfherrschaft befand sich im Besitz adliger Ganerben, die sich trotz des Protestes der Herzöge zur Reichsritterschaft zählten. 1710 wurde ihnen schließlich sogar die Hochgerichtsbarkeit über den Ort zugesprochen, wogegen sich die meiningischen Herzöge aber ausdrücklich die Landeshoheit 
vorbehielten. Teile der Besitzungen des Rittergutes Sinnershausen, das bereits 1692 bis 1731 als Schatullgut im Besitz von Mitgliedern der herzoglichen Familie war, kamen 1786 als Schatullgut in den Besitz der Herzogin Charlotte Amalie. Auch die Gerichte in Oepfershausen fielen nach Aussterben der adligen Familie Auerochs 1731 an den Landesherrn, der sie ebenfalls bis 1827 gesondert verwalten ließ und sie dann dem Justizamt Wasungen eingliederte. 
Die ritterschaftlichen Orte Aschenhausen und Roßdorf kamen mit Auflösung der Reichsritterschaft im Jahr 1803 in den gemeinschaftlichen Besitz der Herzogtümer Sachsen-Meiningen und Sachsen-Weimar-Eisenach, bis schließlich 1808 Aschenhausen in den alleinigen Besitz Sachsen-Weimar-Eisenachs und Roßdorf in den Sachsen-Meiningens fiel. Die Hochgerichtsbarkeit der Roßdorfer Ganerben endete aber erst 1846. 
1825 wurde die verwaltungsbezogene Personalunion mit dem Amt Wasungen aufgehoben und das Amt Sand erhielt einen eigenen Amtmann mit Sitz in Oepfershausen. Die neue Amtsverwaltung blieb allerdings nur zwei Jahre bestehen. Im Rahmen der Neuorganisation des Meininger Unterlandes wurde das Amt Sand im Jahr 1827 aufgelöst und Justiz und Verwaltung voneinander getrennt. Die Amtsgeschäfte wurden nun in Verwaltungsangelegenheiten dem Kreisamt Frauenbreitungen und die Gerichtsaufgaben dem Justizamt Wasungen übertragen.
Bereits 1829 wurde das Kreisamt Frauenbreitungen wieder aufgelöst und in die beiden Verwaltungsämter Wasungen und Salzungen geteilt, wobei die Ämter Wasungen und Sand zu ersterem zusammengefasst wurden. Die Rechtsprechung wurde dem Kreisgericht Meiningen unterstellt.
Bei einer strukturellen Neuordnung des Herzogtums Sachsen-Meiningen im Jahr 1868 wurde das Verwaltungsamt Wasungen aufgelöst und mit anderen Verwaltungsämtern des „Meininger Unterlands“ dem neu gegründeten Landkreis Meiningen angegliedert.

## Zugehörige Orte
Dörfer
| - Aschenhausen (bis 1808) - Bernshausen - Eckardts - Friedelshausen - Georgenzell | - Hümpfershausen - Kaltenlengsfeld - Oberkatz - Oepfershausen - Rosa | - Roßdorf - Schwarzbach - Unterkatz - Wahns |

Einzelgüter (Höfe und Vorwerke)
- Friedrichshof
- Kohlbachshof
- Roßhof
- Sinnershausen (ehem. Nonnenkloster, später adliges Gut)

Wüstungen
| - Allenbach - Allmanns - Berletshausen - Diethaus oder Dieters (Diethoes) - Dörrensolz | - Grimles (Grimaha) - Hahnberg - Hanbach - Hofried - Homberg | - Kammerfeld - Lückershausen - Ratschberg - Sachsenau - Seifendorf | - Schloss Wolfsburg bei Oberkatz |

Die Waldungen des Zillbacher, Schwallunger und Wasunger Forsts in den sachsen-meiningischen Ämtern Sand und Wasungen (drei Parzellen) gehörten zur Exklave Zillbach des Herzogtums Sachsen-Eisenach (Amt Lichtenberg).

## Amtleute und weitere Verwalter
Von 1583 bis 1825 wurden die Ämter Wasungen und Sand in Personalunion verwaltet. Von 1825 bis 1827 hatte das Amt Sand eigene Amtsverwalter.
Oberamtleute (gemeinsam mit Amt Wasungen)
- Johann Ludwig von Miltitz (1707–1720)
- Hans Erich von Rabiel (1720–1723)
- Friedrich Christian Schenk (1723–1746)

Amtleute (bis 1827 gemeinsamer Amtmann mit Wasungen)
- Konrad Johann Meß (1680–1685)
- Johann Adam Henning (1685–1696)
- Caspar Heinrich Rosa (1696–1702)
- Johann Ernst Reinwald (1702–1733)
- Ludwig Friedrich Reinwald (1733–1751)
- Philipp Adam Christian Reinwald (1752–1761)
- Karl Ludwig Heim (1765–1788)
- Franz Josias von Hendrich (1788–1791)
- Karl Friedrich Ludwig (1791–1793)
- Ernst Christian Deahna (1793–1796)
- Philipp Jakob Heusinger (1797–1816)
- Christoph Anton Gottlieb Ilgen (1816–1826)
- Ernst Friedrich Weber (1825–1827) (Amtmann des Amts Sand)

Amtskommissare (gemeinsam mit Amt Wasungen)
- Christoph Anton Gottlieb Ilgen (1804–1816)

Amtsadjunkte (gemeinsam mit Amt Wasungen)
- Ludwig Friedrich Reinwald (1732–1733)

Amtsrichter (gemeinsam mit Amt Wasungen)
- Caspar Tobias Gassert (1680–1684)
- Johann Siegmund Ehrhardt (1684–1696)
- Johann Simon Ehrhardt (1701–1728)

Amtsaktuare(gemeinsam mit Amt Wasungen)
- Johann Georg Born (1722–1764)
- Christoph Anton Gottlieb Born (1764–1776)
- Paul Philipp Hugo (1776–1777)

Amtssekretäre des Amts Sand
- Karl Friedrich Bez (1825–1827)

Landknechte des Amts Sand
- Hans Heß (1710–1740)
- Storch (1740–1746)